# Coupe de Suisse masculine de volley-ball
La coupe de Suisse de volley-ball masculin est une compétition de volley-ball se disputant depuis 1958.

## Palmarès
| - 1958 : EOS Lausanne - 1959 : EOS Lausanne - 1960 : Servette VB - 1961 : Servette VB - 1962 : EOS Lausanne - 1963 : non disputée - 1964 : non disputée - 1965 : Universität Bâle - 1966 : non disputée - 1967 : Servette VB - 1968 : Star-Onex VBC - 1969 : Spada Academica - 1970 : Spada Academica - 1971 : Spada Academica - 1972 : Servette VB | - 1973 : VBC Bienne - 1974 : Servette VB - 1975 : VBC Voléro Zurich - 1976 : VBC Bienne - 1977 : VBC Bienne - 1978 : VBC Voléro Zurich - 1979 : CS Chênois - 1980 : VBC Bienne - 1981 : VBC Bienne - 1982 : Servette Star-Onex VBC - 1983 : Servette Star-Onex VBC - 1984 : Servette Star-Onex VBC - 1985 : Leysin VBC - 1986 : CS Chênois - 1987 : Leysin VBC | - 1988 : Leysin VBC - 1989 : Leysin VBC - 1990 : Leysin VBC - 1991 : Leysin-Montreux VBC - 1992 : Pallavolo Lugano - 1993 : CS Chênois - 1994 : CS Chênois - 1995 : Lausanne UC - 1996 : MTV Näfels - 1997 : CS Chênois - 1998 : MTV Näfels - 1999 : TV Amriswil - 2000 : Concordia MTV Näfels - 2001 : Concordia MTV Näfels - 2002 : CS Chênois | - 2003 : CS Chênois - 2004 : Concordia MTV Näfels - 2005 : Concordia MTV Näfels - 2006 : CS Chênois - 2007 : Concordia MTV Näfels - 2008 : Lausanne UC - 2009 : TV Amriswil - 2010 : Lausanne UC - 2011 : Lausanne UC - 2012 : SEAT Volley Näfels - 2013 : PV Lugano |